# Ober-Waroldern
Ober-Waroldern ist einer von insgesamt sieben Ortsteilen der Gemeinde Twistetal im nordhessischen Landkreis Waldeck-Frankenberg.

## Geografie
Der Ort liegt in einem von Wäldern umrahmten Talkessel. Die Kreisstadt Korbach ist ca. 6 Kilometer entfernt.

## Geschichte

### Ortsgeschichte
Ober-Waroldern wurde erstmals 1126 urkundlich als „Warholderon“ erwähnt. Vermutlich gaben Wacholder-Sträucher, die einst die naheliegenden Feldwege säumten, diesem Ort (und auch dem Nachbarort Nieder-Waroldern) seinen Namen.
Nachforschungen ergaben, dass 1234 ein „Bertrade de Waroldern“ einen Teil des Dorfes an das Kloster Aroldessen verkaufte. Zu Ober-Waroldern gehört auch das Gut Malberg. Die Waldecker Grafen hatten vom 12. bis in das 14. Jahrhundert einen Burgsitz, der sich etwas außerhalb des Dorfes befand; er lag auf halber Strecke zwischen Arolsen und dem Stammsitz Schloss Waldeck. In der Ortsmitte hatten sie einen Freihof – den Waldecker Hof. In den Lehnsregistern der Grafschaft Waldeck ist belegt, dass 1475 Heinrich von Erminghausen den Burgsitz mit dem Waldecker Hof als Lehen bekam. Als Heinrich von Erminghausen, Landdrost des Grafen Otto IV. von Waldeck zu Landau, im Jahre 1508 verstarb, gab Graf Philipp II. von Waldeck-Eisenberg dessen Lehnsbesitz an die von Boyneburg.
1537 wurde der Ort dem Amt Landau und dem Gerichtsstuhl Mengeringhausen zugeordnet. Offensichtlich wurde aber auch im Orte Recht gesprochen, zumindest aber vollstreckt. Ein am Dorfrand befindliches Landstück trägt noch heute die Bezeichnung „Galgenberg“ und wurde noch 1537, aber schon lange vorher als „Schlimmes Land“ und „Gerichtsplatz“ bezeichnet. Als erstes Lehensgut wurde der Waldecker Hof dann 1611 verkauft.
Von den Schrecken und den Zerstörungen des Dreißigjährigen Krieges (1618–1648) blieb der Ort weitestgehend verschont. Im Salbuch aus dieser Zeit ist verzeichnet das lediglich zwei Scheunen niederbrannten.
Eines der ältesten Gebäude im Ort ist eine alte Scheune, die am 31. Juli 1756 auf der abgebrannten wieder aufgebaut wurde, eine auf Sandsteinen basierende Scheune gegenüber der Kirche. Die Steine der alten Scheune sind erkennbar. Die am 19. Juni 1756 abgebrannte Scheune gehörte zu dem genannten Freihof Waldecker Hof, Gebäude von diesem ehem. Freihof bestehen nicht mehr.
Mitte des 17. Jahrhunderts ist ein Erweiterungsbau der Kirche belegt; der Grundbestand der Kirche (Altarraum) geht auf das 13. Jahrhundert zurück. 1856 wurde die Kirche vollständig umgebaut. Seit 1998 präsentiert sie sich nach umfassender Innen- und Außenrenovierung in neuer Schönheit mit warmen Farbtönen. Freigelegte alte Fresken geben Aufschluss auf die frühere Gestaltung. Die alte Schule wurde 1832, die neue 1901 errichtet. Sie dient heute (umgebaut und erweitert) als Dorfgemeinschaftshaus, den Vereinen als Domizil, und bietet Platz für Feiern jeglicher Art.
Die Landwirtschaft prägte den Ort über die Jahrhunderte hinweg. 22 (kleinere) Kötner- und acht Ackergüter wurden in der ersten Hälfte des 16. Jahrhunderts registriert. Drei landwirtschaftliche Voll- und vier Nebenerwerbsbetriebe gibt es auch heute noch (Stand 2008).
Im Jahr 2006 feierte Ober-Waroldern sein 900-jähriges Bestehen.

### Gut Malberg

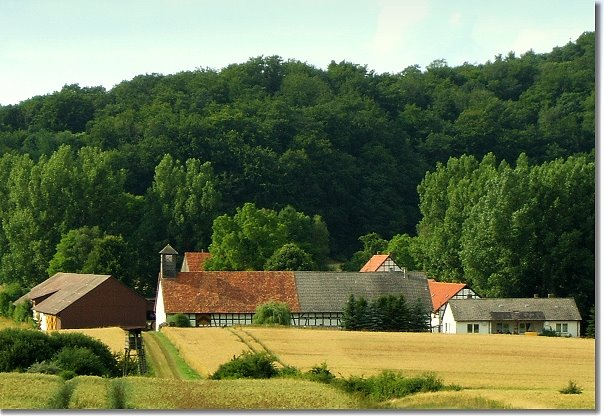
Gut Malberg

Außerhalb der Ortschaft im Dreieck zwischen Höringhausen, Strothe und Ober-Waroldern liegt das Gut Malberg, in frühen Karten auch “Gut Mahlberg” genannt.
Das Gut soll schon lange bestanden haben. Im Jahre 1253 wurde ein Conradus de Malberg erstmals urkundlich erwähnt; dieses Geschlecht soll um 1350 ausgestorben sein. Weitere Urkunden und Akten finden sich ab etwa 1347. Darin werden die Herren von Osterhausen als Besitzer genannt, ab 1472 die Herren von Kressenstein. Ein weiterer Wechsel erfolgte im Jahr 1533, als die Herren von Wolmeringhausen als Lehnsinhaber erwähnt werden. Dieses Geschlecht hatte nach neuen Erkenntnissen bis zu seinem Erlöschen im Jahre 1635 Einfluss auf das Gut.
Das über 400 Morgen (ca. 104 ha) große Rittergut Malberg war ursprünglich waldeckisches Lehen und besaß eine Wasserburg (vermutlich zwischen 1840 und 1860 abgebrochen) und einen Freihof. Dieser Freihof (Vorwerk) Neudorf lag auf hessisch-darmstädtischen Gebiet und nicht, wie früher angenommen, in der Grafschaft bzw. dem späteren Fürstentum Waldeck.
Nach mehreren Besitzerwechseln fiel das Gut Malberg 1715 an das waldeckische Fürstenhaus zurück. Ab 1783 wurde es von Mitgliedern der evangelischen Freikirche der Mennoniten bewirtschaftet. 1806 soll ein Herr Wittmer Eigentümer gewesen sein. 1813 wurde Malberg dem Fürsten Georg Heinrich von den Landständen geschenkt. Mitte des 19. Jahrhunderts wurde das Gut wieder verkauft. 1908 ging Malberg mit 104,1 ha nach mehreren Besitzerwechseln an August Meister über. Dieser vererbte das Gut seiner Tochter Lillie Müller, geb. Meister. Im Jahre 1948 übergab diese ihrem Sohn Hans Harmsen die Hälfte des Gutes als Erbteil. Dieser verkaufte 1954 seinen Teil an den Bankier Adolf Möhle aus Detmold. 1958 verkaufte auch Lillie Müller ihren Anteil an Adolf Möhle. Im Jahr 1979 ging das Gut Malberg an den Enkel von Adolf Möhle, Peter Möhle, über, der es 1986 an die Familie Höltl verkaufte, der es bis Mitte 2019 gehörte. Inzwischen ist das Gut an einen neuen Besitzer verkauft worden.

### Hessische Gebietsreform (1970–1977)
Zum 31. Dezember 1971 fusionierte die bis dahin selbständige Gemeinde Ober-Waroldern im Zuge der Gebietsreform in Hessen mit sechs weiteren Gemeinden freiwillig zur neuen Großgemeinde Twistetal. Der Verwaltungssitz befindet sich in Twiste. Heute ist in einem ehemaligen Gutshaus die Gemeindeverwaltung der Gemeinde Twistetal untergebracht. Für alle im Zuge der Gebietsreform nach Twistetal eingegliederten Gemeinden wurden Ortsbezirke mit Ortsbeirat und Ortsvorsteher nach der Hessischen Gemeindeordnung gebildet.

### Verwaltungsgeschichte im Überblick
Die folgende Liste zeigt die Staaten und Verwaltungseinheiten, denen Ober-Waroldern angehört(e):
- vor 1712: Heiliges Römisches Reich, Grafschaft Waldeck, Amt Landau
- ab 1712: Heiliges Römisches Reich, Fürstentum Waldeck, Amt Landau
- ab 1807: Fürstentum Waldeck, Amt Landau
- ab 1815: Fürstentum Waldeck, Oberamt der Diemel
- ab 1816: Fürstentum Waldeck, Oberjustizamt der Twiste
- ab 1850: Fürstentum Waldeck-Pyrmont (seit 1849), Kreis der Twiste[Anm. 1]
- ab 1867: Fürstentum Waldeck-Pyrmont (Akzessionsvertrag mit Preußen), Kreis der Twiste
- ab 1871: Deutsches Reich, Fürstentum Waldeck-Pyrmont, Kreis der Twiste
- ab 1919: Deutsches Reich, Freistaat Waldeck-Pyrmont, Kreis der Twiste
- ab 1929: Deutsches Reich, Freistaat Preußen, Provinz Hessen-Nassau, Regierungsbezirk Kassel, Kreis der Twiste
- ab 1942: Deutsches Reich, Freistaat Preußen, Provinz Hessen-Nassau, Regierungsbezirk Kassel, Landkreis Waldeck
- ab 1944: Deutsches Reich, Freistaat Preußen, Provinz Kurhessen, Regierungsbezirk Kassel, Landkreis Waldeck
- ab 1945: Deutsches Reich, Amerikanische Besatzungszone, Groß-Hessen, Regierungsbezirk Kassel, Landkreis Waldeck
- ab 1946: Deutsches Reich, Amerikanische Besatzungszone, Hessen, Regierungsbezirk Kassel, Landkreis Waldeck
- ab 1949: Bundesrepublik Deutschland, Hessen, Regierungsbezirk Kassel, Landkreis Waldeck
- ab 1972: Bundesrepublik Deutschland, Hessen, Regierungsbezirk Kassel, Landkreis Waldeck, Gemeinde Twistetal
- ab 1974: Bundesrepublik Deutschland, Hessen, Regierungsbezirk Kassel, Landkreis Waldeck-Frankenberg, Gemeinde Twistetal

## Bevölkerung

### Einwohnerstruktur 2011
Nach den Erhebungen des Zensus 2011 lebten am Stichtag dem 9. Mai 2011 in Ober-Waroldern 264 Einwohner. Darunter waren 3 (1,1 %) Ausländer. Nach dem Lebensalter waren 48 Einwohner unter 18 Jahren, 102 waren zwischen 18 und 49, 63 zwischen 50 und 64 und 48 Einwohner waren älter. Die Einwohner lebten in 108 Haushalten. Davon waren 33 Singlehaushalte, 30 Paare ohne Kinder und 39 Paare mit Kindern, sowie 3 Alleinerziehende und 3 Wohngemeinschaften. In 24 Haushalten lebten ausschließlich Senioren/-innen und in 69 Haushaltungen leben keine Senioren/-innen.

### Einwohnerentwicklung
Quelle: Historisches Ortslexikon
| • 1541: | 30 Häuser |
| • 1738: | 33 Häuser |
| • 1770: | 45 Häuser |

| Ober-Waroldern: Einwohnerzahlen von 1770 bis 2015 | Ober-Waroldern: Einwohnerzahlen von 1770 bis 2015 | Ober-Waroldern: Einwohnerzahlen von 1770 bis 2015 | Ober-Waroldern: Einwohnerzahlen von 1770 bis 2015 | Ober-Waroldern: Einwohnerzahlen von 1770 bis 2015 |
| --- | ------------------------------------------------- | ------------------------------------------------- | ------------------------------------------------- | ------------------------------------------------- |
| Jahr |                                                   |                                                   |                                                   | Einwohner                                         |
| 1770 | 1770                                              |                                                   | 276                                               | 276                                               |
| 1800 | 1800                                              |                                                   | ?                                                 | ?                                                 |
| 1834 | 1834                                              |                                                   | 317                                               | 317                                               |
| 1840 | 1840                                              |                                                   | 337                                               | 337                                               |
| 1846 | 1846                                              |                                                   | 316                                               | 316                                               |
| 1852 | 1852                                              |                                                   | 308                                               | 308                                               |
| 1858 | 1858                                              |                                                   | 325                                               | 325                                               |
| 1864 | 1864                                              |                                                   | 315                                               | 315                                               |
| 1871 | 1871                                              |                                                   | 290                                               | 290                                               |
| 1875 | 1875                                              |                                                   | 258                                               | 258                                               |
| 1885 | 1885                                              |                                                   | 252                                               | 252                                               |
| 1895 | 1895                                              |                                                   | 252                                               | 252                                               |
| 1905 | 1905                                              |                                                   | 230                                               | 230                                               |
| 1910 | 1910                                              |                                                   | 229                                               | 229                                               |
| 1925 | 1925                                              |                                                   | 271                                               | 271                                               |
| 1939 | 1939                                              |                                                   | 236                                               | 236                                               |
| 1946 | 1946                                              |                                                   | 383                                               | 383                                               |
| 1950 | 1950                                              |                                                   | 339                                               | 339                                               |
| 1956 | 1956                                              |                                                   | 330                                               | 330                                               |
| 1961 | 1961                                              |                                                   | 273                                               | 273                                               |
| 1967 | 1967                                              |                                                   | 261                                               | 261                                               |
| 1980 | 1980                                              |                                                   | ?                                                 | ?                                                 |
| 1990 | 1990                                              |                                                   | ?                                                 | ?                                                 |
| 2000 | 2000                                              |                                                   | ?                                                 | ?                                                 |
| 2008 | 2008                                              |                                                   | 280                                               | 280                                               |
| 2011 | 2011                                              |                                                   | 264                                               | 264                                               |
| 2015 | 2015                                              |                                                   | 279                                               | 279                                               |
| Datenquelle: Historisches Gemeindeverzeichnis für Hessen: Die Bevölkerung der Gemeinden 1834 bis 1967. Wiesbaden: Hessisches Statistisches Landesamt, 1968. Weitere Quellen: ; Gemeinde Twistetal; Zensus 2011 |                                                   |                                                   |                                                   |                                                   |

### Historische Religionszugehörigkeit
| • 1885: | 260 evangelisch (= 100,00 %) Einwohner                            |
| • 1961: | 255 evangelische (= 94,10 %), 14 katholische (= 5,17 %) Einwohner |

## Kirche

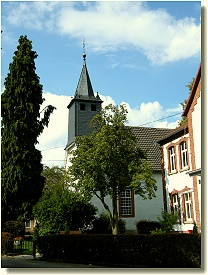
Kirche Ober-Waroldern

Zum Kirchspiel Ober-Waroldern gehören seit 1706 Elleringhausen, ab 1828 auch der Nachbarort Nieder-Waroldern. Das Alter der Kirche ist nur sehr schwer zu ermitteln, da sie in den vergangenen Jahrhunderten sehr oft umgebaut und verändert wurde. Kunsthistoriker gehen jedoch von einem Grundbestand aus, der in das 13. Jahrhundert reicht (Altarraum).

## Schule
Bis 1969 befand sich eine Schule im Ort. Heute besuchen die Schüler des Ortes die Grundschule in Höringhausen, die Mittelpunktschule in Sachsenhausen bzw. das Gymnasium Alte Landesschule in Korbach.

## Vereine
Ober-Waroldern hat ein reges Vereinsleben. Neben dem Musikverein, der 2007 sein 75-jähriges Bestehen feierte, bieten ein gemischter Chor, der älteste Verein im Dorf, ein Gymnastikverein und ein Hundeverein Möglichkeiten zur aktiven Betätigung. Zudem sind viele Einwohner in der Freiwilligen Feuerwehr bzw. der Jugendfeuerwehr engagiert, die 2009 ihr 75-jähriges Bestehen feierte.